# Saum (Einheit)
Saum war als Stückmaß ein deutsches Tuchmaß. Die Einheit entspricht einer Saumtierlast.
- 1 Saum = 22 Stück Tuch

Es gibt auch Hinweise darauf, dass ein Saum 20 Tuch entsprach.
Das Tuchstück war 32 Ellen lang.
In Teilen der Schweiz war Saum ein Transportmaß für Wein, bevor es nach der Einführung des  Liters als Maßeinheit 1877 aufgegeben wurde.